# Филаделфи (дем Бешичко езеро)
Филаделфи, още Гювелци или Гювелджа (на гръцки: Φιλαδέλφι, катаревуса, Φιλαδέλφιον, Филаделфион, до 1928 Γκιουβέλτσα, Гювелца), е село в Гърция, част от дем Бешичко езеро (Волви) в област Централна Македония с 333 жители (2001).

## География
Филаделфи е разположено в северното подножие на Бешичката планина (Ори Волви), на южния бряг на бившето Мавровско езеро.

## История
В XIX век Гювелци е турско село в Лъгадинска каза на Османската империя. Към 1900 година според статистиката на Васил Кънчов („Македония. Етнография и статистика“) в Гювердже живеят 200 жители турци.
След Междусъюзническата война в 1913 година Гювелци попада в Гърция. В 1913 година селото (Γκιουβέλτσα) има 230 жители.
През 20-те години турското население на селото се изселва и на негово място са настанени гърци бежанци. Според преброяването от 1928 година Гювелци е чисто бежанско село с 83 бежански семейства с 317 души.
В 1928 година селото е прекръстено на Филаделфи.
В 1981 година е построена църквата „Свети Димитър“.